# ГЕС Ланг-Сіма
ГЕС Ланг-Сіма — гідроелектростанція на півдні Норвегії за сотню кілометрів на схід від Бергену. Використовує ресурс зі сточища річок, котрі впадають до Osafjorden та Simadalsfjorden (північно-східне та східне завершення Гардангер-фіорду).
Водозбірна система станції включає три водосховища:
- Skrulsvatnet, створене на річці Osavassdraget, котра впадає до Osafjorden. Цей резервуар має корисний об'єм 6 млн м3, що забезпечується коливанням рівня між позначками 1000 та 1115,1 метра НРМ (виключно за рахунок здреновування нижче від природного показника);
- Rundavatnet на річці Austdola, яка приєднується ліворуч до Osavassdraget незадовго до устя останньої. Окрім власне Rundavatnet водосховище також включає розташоване нижче по течії Austdola озеро Austdalsnutvatn та має корисний об'єм 22,7 млн м3, що забезпечується коливанням поверхні між позначками 1013 та 1040 метрів НРМ;
- найбільше в системі Лангватнет, яке природним шляхом дренується через elv fra Langvatnet (ліва притока Austdola). Цей резервуар із корисним об'мом 160 млн м3 має припустиме коливання поверхні між позначками 1110 та 1158 метрів НРМ (в тому числі на 12,1 метра за рахунок здреновування нижче природного рівня). Окрім власного стоку сюди по тунелю довжиною понад 1 км надходить додатковий ресурс із водозабору у верхній течії Simadalsvassdraget (впадає до Simadalsfjorden). До останньої в свою чергу по двом тунелям довжиною 2 км та 3,5 км перекидають воду із верхньої течії Austdola (це дозволяє організувати його зберігання у великому за обсягом Лангватнет) та elv fra Demmevatnet (ліва притока Simadalsvassdraget, котра впадає нижче за тунель що пов'язує останню із Лангватнет).
Від Skrulsvatnet до Rundavatnet прямує тунель довжиною 4,5 км, який на своєму шляху сполучений з водозабором на Tverrelvi (струмок, що впадає ліворуч до Osavassdraget).
Від Rembesdalsvatnet на південь прокладений головний дериваційний тунель, який прямує до розташованого за 8,5 км машинного залу. Він проходить під розташованим на вищому рівні Лангватнет і може переключатись на живлення від нього.
Основне обладнання станції становлять дві турбіни типу Пелтон потужністю по 260 МВт, які використовують номінальний напір у 1065 метрів та забезпечують виробництво 1366 млн кВт-год електроенергії на рік. При цьому в тому ж залі розташовані гідроагрегати станції Сі-Сіма, котрі використовують іншу водозбірну мережу.
Відпрацьована вода по спільному для станцій відвідному тунелю довжиною дещо менше за 1 км транспортується до Simadalsfjorden.